# Guardiano di Scozia

Grande Sigillo fornito per il governo del Regno dopo la morte del Re Alessandro III.

I Guardiani di Scozia erano de facto i capi di Stato scozzesi, durante il primo interregno dal 1286 al 1292 (dopo il regno di Alessandro III di Scozia che rimase senza eredi, dopo una disputa tra Robert Bruce e John Balliol il re inglese Edoardo I d'Inghilterra scelse di mettere sul trono di Scozia il secondo); e il secondo interregno dal 1296 al 1304 (Edoardo I invase la Scozia, quindi il re venne deposto e iniziarono quindi le Guerre di indipendenza scozzesi che fecero salire al trono Roberto I di Scozia).

## Guardiani durante il primo interregno
- William Fraser, Vescovo di Saint Andrews
- Robert Wishart, Vescovo di Glasgow
- John Comyn, II signore di Badenoch
- James Stewart, quinto Grande intendente di Scozia
- Alexander Comyn, Conte di Buchan
- Duncan III di Fife; Earl di Fife

## Guardiani durante il secondo interregno
- Sir William Wallace (1297–1298)
- Robert Bruce, allora conte di Carrick, ma successivamente divenne Re di Scozia (1298–1300)
- John Comyn, III Signore di Badenoch (1298–1301)
- William Lamberton, Vescovo di Saint Andrews (1299–1301)
- Ingram de Umfraville (1300–1301)
- John de Soules (1301–1304)
- John Comyn (1302–1304)